# Mecano
Mecano este un film românesc din 2001 regizat de Cristian Nemescu, Florin Șerban, Daniel Șerbănică. Rolurile principale au fost interpretate de actorii Gheorghe Lazăr.

## Distribuție
Distribuția filmului este alcătuită din:
- Gheorghe Lazăr — Muncitor